# Charnay, Doubs
Charnay är en kommun i departementet Doubs i regionen Bourgogne-Franche-Comté i östra Frankrike. Kommunen ligger i kantonen Quingey som tillhör arrondissementet Besançon. År 2022 hade Charnay 471 invånare.

## Befolkningsutveckling
Antalet invånare i kommunen Charnay
Referens:INSEE